# Roy Ravana Junior
Roy Ravana Junior (* 4. November 1993 in Suva; † 9. Juni 2014 in Fruitridge, Sacramento County, Kalifornien, Vereinigte Staaten) war ein fidschianischer Leichtathlet.
Ravana debütierte als Sprinter an der renommierten Marist Brothers High School in Suva. Anschließend nahm er für die Fidschi-Inseln am 9. September 2011 im 4-mal-100-Meter-Staffellauf an den Pazifikspielen 2011 in Nouméa teil. Ein Jahr später ging er bei den Hallenweltmeisterschaften in Istanbul über 60 Meter an den Start und nahm im selben Jahr für sein Heimatland bei den Juniorenweltmeisterschaften in Barcelona teil. Zu seinem größten Erfolg zählt eine Bronzemedaille in der 4-mal-100-Meter-Staffel bei den Pazifikspielen 2011. 2012 nahm er für die Fidschi-Inseln über 60 Meter an den Leichtathletik-Hallenweltmeisterschaften 2012 teil, wo er als fünfter seines Vorlaufs ausschied.
Ravana studierte von 2012 bis zu seinem Tod am Iowa Central Community College und war für das College im Leichtathletik-Team aktiv. Daneben spielte er seit dem September 2012 als Winger des Sacramento Lions Rugby Club. Im Frühjahr 2014 hatte er sich an der University of Louisiana at Lafayette eingeschrieben, wo er Wirtschaft studieren wollte.
Ravana starb am 9. Juni 2014 bei einem Drive-by-Shooting während eines Trainingslaufes mit dem Sprinter Kevin Ohta in Sacramento County. Die beiden Sprinter wurden von zwei Jugendlichen im Alter von 16 und 17 Jahren attackiert, die im Auftrag der berüchtigten Norteno-Straßengang gehandelt haben. Gegen beide Verdächtige erhob der District Attorney vor dem Sacramento County Superior Court Anklage wegen Mordes und versuchten Mordes nach Erwachsenen-Strafrecht.

## Erfolge
- Pazifikspiele Bronze über 4 × 100 m: 2011[15]